# Харизма (группа)
«Хари́зма» — российская пауэр-метал-группа, основанная в 2004 году в городе Москве.

## История
Группа была создана в конце 2004 года гитаристом Леонидом Фоминым («Мастер», «Саботаж», «Валькирия», «Акцент»), вокалистом Деймоном Авраменко и поэтом Александром Елиным, ставшим автором текстов и продюсером коллектива до 2008 года. На момент встречи все трое вынашивали идею создания пауэр-металической группы классического европейского стиля с русскими текстами. У Фомина уже были заготовки песен, у Елина накопилось множество идей, нереализованных с группой «Ария» и его последним авторским проектом «ХимерА», а Авраменко просто горел желанием петь хорошую оригинальную музыку. Через три месяца начались студийные сессии, и вскоре после записи демоматериала группе предложила контракт звукозаписывающая компания «Мистерия звука». В ноябре 2005 года вышел дебютный альбом «Источник силы», записанный на студии группы «Чёрный обелиск» под руководством Дмитрия Борисенкова.
В 2007 году вышел второй альбом «Харизма II».
15 октября 2010 года стало известно, что Харизма исполнит кавер-версию композиции «Раскачаем этот мир» группы «Ария» на трибьют-альбоме «A Tribute to Ария. XXV».
В 2011 году группа выпустила третий альбом «Сила и вера», который продюсировал и сводил Лео Фомин.
В 2013 году группа расстается с вокалистом Деймоном, который перешёл в рок-группу «Круиз». Ему на замену приходит вокалист Иван Селиверстов. С ним группа записала макси-сингл «Братья в бой» и «Знаки Судьбы». Бас-гитаристом становится Александр Козарез (экс-«Август»).
В сентябре 2014 года группа отпраздновала своё 10-летие концертами в Москве и Санкт-Петербурге, где представила своего нового барабанщика. Им стал Макс Талион, пришедший на смену Вячеславу Стосенко (ныне — группа «Гран-КуражЪ»). В 2016 году группу покидает Иван Селиверстов. В сентябре новым вокалистом становится Сергей Подкосов.
15 апреля 2017 года вышел четвёртый номерной альбом «Бьёмся за небо», в тот же день на Youtube-канале лейбла Metalism Records был опубликован трек «Когда сжалится бог».
В начале 2019 года произошла очередная ротация состава — коллектив покинул вокалист Сергей Подкосов, а на его место пришёл Андрей Лобашёв (экс-Arida Vortex). С участием Лобашёва «Харизма» выпускает песни «Прав или нет» и «Царь», а Подкосов становится вокалистом «Арктиды».
В конце декабря 2023 года ударник группы Роман Кошелев, оставаясь в «Харизме», вошёл в состав группы «Воля и Разум», собранной Алексеем Страйком и гитаристом групп «Ария» и «Мастер» Андреем Большаковым.

## Состав
Действующий
- Леонид Фомин — лидер-гитара, автор песен (с 2004)
- Александр Цыплин — гитара (с 2018)
- Андрей Лобашёв — вокал (с 2019)
- Роман Кошелев — ударные (с 2018)
- Николай Дадюков - бас-гитара (с 2025)

### Бывшие участники
- Дмитрий Авраменко — вокал (2004—2013)
- Денис Катасонов --- гитара (2004-2005)
- Владимир Капырин — клавишные (2004—2006)
- Роман Валерьев — гитара (2005—2007)
- Антон Жегалин — клавишные (2007—2009)
- Эдуард Шаронов — гитара (2007—2008)
- Василий Марченко — бас-гитара (2005—2013)
- Дмитрий Смирнов — клавишные (2009—2013)
- Иван Селиверстов — вокал (2013—2016)
- Григорий Привезенцев — гитара (2008—2018)
- Сергей Подкосов — вокал (2016—2019)
- Александр Козарез — бас-гитара (2013—2024)

Бывшие барабанщики
- Дмитрий Кривенков — ударные (2004—2005)
- Антон Лукьянчук — ударные (2005—2006)
- Влад Алексеенко — ударные (2006—2009)
- Андрей Ищенко — ударные (2009—2010)
- Александр «Гипс» — ударные (2011—2012)
- Вячеслав Стосенко — ударные (2013—2014)
- Максим «Талион» Крючков — ударные (2014—2017)

## Дискография

### Студийные альбомы
- 2005 — «Источник силы»
- 2007 — «Харизма II»
- 2011 — «Сила и вера»
- 2017 — «Бьёмся за небо»
- 2020 — «Делай рок!»

### Макси-синглы
- 2010 — «Отключись от Сети»
- 2013 — «Братья, в бой!»
- 2015 — «Знаки судьбы»
- 2018 — «Стражи границ»

### Синглы
- 2020 — "Делай рок!" (версия с гостями)
- 2021 —  "Переверни страницу" (Blind Guardian cover)
- 2021 —  "Бледный бог
- 2022 —  "Варяги"
- 2022 —  "В сердце пламя" (Hammerfall cover)

### Трибьюты
- 2015 — «A Tribute to ХАРИЗМА The X Anniversary»

### В сборниках
| Год  | Название релиза        | Название песни     | Комментарий            |
| ---- | ---------------------- | ------------------ | ---------------------- |
| 2009 | Украдено из студии     | Отключись от сети  |                        |
| 2010 | A Tribute to Ария. XXV | Раскачаем этот мир | кавер на группу «Ария» |